# Tylodesmus crassipes
Tylodesmus crassipes är en mångfotingart som beskrevs av Cook 1896. Tylodesmus crassipes ingår i släktet Tylodesmus och familjen Chelodesmidae. Inga underarter finns listade i Catalogue of Life.